# André Spire
Pour les articles homonymes, voir Spire.
André Spire, né à Nancy (Meurthe-et-Moselle) le 28 juillet 1868 et mort à Paris le 29 juillet 1966, est un écrivain et poète français, militant sioniste.

## Biographie
Né dans une famille juive de la moyenne bourgeoisie, il fait des études de lettres, puis de droit. Il entre à l'École libre des sciences politiques, puis sur concours, au Conseil d'État (1894). Quelques mois plus tard éclate l'affaire Dreyfus. Spire provoque en duel un polémiste de la Libre Parole (journal nationaliste et antisémite dirigé par Édouard Drumont) qui s'était, à tort, indigné du nombre de Juifs nommés au Conseil d'État, or ils y entrent sur concours, au mérite, non à la faveur. Spire est blessé au bras.
En 1896, il fonde avec un collègue catholique une société philanthropique, la Société des Visiteurs, qui apporte des secours aux ouvriers chômeurs, malades ou accidentés. Peu de temps après, il prend part aux activités de la Coopération des Idées, y rencontre Daniel Halévy, avec lequel il se lie d'amitié et fonde une université populaire. Parallèlement, il quitte le Conseil d'État pour entrer au ministère du Travail, puis rejoint le cabinet de Jean Dupuy, ministre de l'Agriculture du ministère Waldeck-Rousseau.
Il se lie avec Charles Péguy qui publiera en 1905 son Et vous riez ! dans les Cahiers de la quinzaine, poèmes qui font écho à un certain désenchantement dans son action ouvrière. En 1902, il part à Londres avec une mission de l'Office du Travail pour enquêter sur la condition ouvrière outre-Manche. Il y découvre le quartier des immigrants juifs de l'East End, le quartier de Whitechapel.
En 1904, il éprouve un choc en lisant Chad Gadya d’Israel Zangwill dans les Cahiers de la Quinzaine : c'est le récit d'un jeune Juif vénitien, issu d'une famille traditionnelle, attiré par le monde extérieur. Ne trouvant plus sa place dans aucun des deux mondes, il finit par se suicider. Spire s'engage dans la cause sioniste et rejoint le mouvement territorialiste, la Jewish Territorial Organisation (ITO), fondé par Zangwill après la mort de Theodor Herzl et publie de nombreux articles militants pour un foyer juif.
Pendant la Première Guerre mondiale, non mobilisable, il dirige l'usine familiale. Il est également chargé par le ministère de l'Agriculture de missions visant à la reconstruction des régions sinistrées. Parallèlement, il continue à écrire, d'une part de la poésie, Et j'ai voulu la paix (1916) et d'autre part une étude sur Les Juifs et la guerre, qui paraît en 1917, année où il fonde la Ligue des Amis du Sionisme puis crée, après la déclaration Balfour, la revue Palestine Nouvelle et passe du Territorialisme au Sionisme classique. En 1920, à l'invitation du Dr Chaim Weizmann, Spire l'accompagne en Palestine.
En 1940, il est contraint de s'exiler aux États-Unis, où il est invité à enseigner la littérature française à la New School for Social Research et à l'École libre des hautes études de New York. Très actif, il participe à de nombreux colloques et termine son ouvrage, désormais classique, Plaisir poétique et plaisir musculaire, essai sur l'évolution des techniques poétiques (José Corti 1949, rééd. 1986). Après la guerre, il rentre en France. Il meurt à Paris à l'âge de 98 ans. Ses funérailles sont conduites par le rabbin David Feuerwerker. La famille a demandé que Atara, la fille aînée du rabbin, amie de Marie-Brunette Spire, la fille d'André Spire, soit présente lors de l'enterrement privé. De la terre d'Israël est mise dans le cercueil du doyen des poètes français.

## Principaux ouvrages

### Poésie
- La Cité présente, Ollendorff, 1903
- Et vous riez !, « Cahiers de la Quinzaine », 1905
- Versets (Et vous riez - Poèmes juifs), Mercure de France, 1908
- J'ai trois robes distinguées, Moulins, Cahiers du Centre, 1910
- Vers les routes absurdes, Mercure de France, 1911
- Et j'ai voulu la paix !, Londres, The Egoist, 1916
- Poèmes juifs, Genève, Kundig, 1919
- Le Secret, Nouvelle Revue Française, 1919. (Traduction en espagnol par Águeda García Garrido. Dans Nayagua : Revista de poesía de la Fundación José Hierro, Madrid, n°18, enero 2013, segunda época: especial dossier José Hierro, p. 159-173.  (ISSN 1889-206X).)
- Samaël, poème dramatique, Crès, 1921
- Poèmes de Loire, Grasset, 1929
- Instants, Bruxelles, « Cahiers du Journal des Poètes », 1936
- Poèmes d'ici et de là-bas, New York, The Dryden Press, 1944
- Poèmes d'hier et d'aujourd'hui, José Corti, 1953
- Poèmes juifs, Albin Michel, 1959 ; rééd. 1978 ; rééd. 2020
- Mots et notes, Cahier n°2 de Peut-être, 2012

### Prose
- Israël Zangwill, « Cahiers de la Quinzaine », 1909
- Quelques Juifs, Mercure de France, 1913
- Les Juifs et la guerre, Payot, 1917
- Le Sionisme, 1918
- Fournisseurs, Éditions du Monde Nouveau, 1923
- Henri Franck, lettres à quelques amis, Grasset, 1926
- Refuges, avec neuf bois gravés de Maurice Savin, Éditions de la Belle Page, 1926
- Quelques Juifs et demi-Juifs, 2t., Grasset 1928
- Plaisir poétique et plaisir musculaire, Vanni-José Corti, 1949 ; rééd. José Corti 1986
- Souvenirs à bâtons rompus, Albin Michel, 1962

### Correspondance
- « Lettres de Péguy par André Spire », L'amitié Charles Péguy, No 40, août 1954.
- « Péguy et André Spire, Correspondance », L'amitié Charles Péguy, No 132, juillet 1967.
- « Henri Hertz et André Spire, leur amitié à travers quelques lettres inédites », par Thérèse Marix-Spire, Europe No 489, janvier 1970.
- Valery Larbaud - André Spire, Correspondance, édition établie et présentée par Bernard Delvaille, Éditions des Cendres, 1992.
- Ludmila Savitzky & André Spire, Une amitié tenace, Correspondance 1910-1957, édition présentée, établie et annotée par Marie-Brunette Spire, Les Belles Lettres, 2010.
- André Spire & Jean-Richard Bloch, Correspondance 1912-1947, « Sommes-nous d'accord ? », édition établie, préfacée et annotée par Marie-Brunette Spire, coll. « Pour Mémoire », Éditions Claire Paulhan, 2011.
- « À vous de cœur... » André Spire et Otokar Fischer 1922-1938, Textes édités, annotés et présentés par Marie-Odile Thirouin, Musée de la littérature tchèque (PNP), Éditions Depozitár, 2016.
- Daniel et Marianne Halévy - André Spire, Correspondance 1899-1961, Des ponts et des abîmes : une amitié à l'épreuve de l'histoire, édition établie, présentée et annotée par Marie-Brunette Spire-Uran, Honoré Champion, 2020.